# کوشک مهدی
کوشک مهدی، روستایی از توابع بخش مرکزی شهرستان مشهد در استان خراسان رضوی ایران است.

## جمعیت
این روستا در دهستان طوس قرار دارد و براساس سرشماری مرکز آمار ایران در سال ۱۳۸۵، جمعیت آن ۳٬۱۱۸ نفر (۷۲۹خانوار) بوده‌است.